# 어 걸 인 더 리버: 더 프라이스 오브 포기브니스
《어 걸 인 더 리버: 더 프라이스 오브 포기브니스》(영어: A Girl in the River: The Price of Forgiveness)는 미국과 파키스탄에서 제작된 샤르민 오바이드치노이 감독의 2015년 다큐멘터리 영화이다. 파키스탄의 명예 살인을 다루었다.
이 영화는 2015년 10월 28일 개봉되었으며 전 세계적으로는 2016년 3월 7일 HBO를 통해 첫 공개되었다.

## 수상
- 아카데미상 - 아카데미 단편 다큐멘터리상 (수상)
  - 2016년 2월 28일, 수상자: 샤르민 오바이드치노이